# Harnochina rectilinea
Harnochina rectilinea är en fjärilsart som beskrevs av Dyar 1914. Harnochina rectilinea ingår i släktet Harnochina och familjen mott. Inga underarter finns listade i Catalogue of Life.